# مجبر
مجبر بلدية بدائرة سغوان ولاية المدية الجزائرية.